# Gare de Cize – Bolozon
Gare de Cize - Bolozon – przystanek kolejowy w Bolozon, w departamencie Ain, w regionie Owernia-Rodan-Alpy, we Francji.
Został otwarty w 1876 r. przez Compagnie des Dombes et des chemins de fer du Sud-Es. Dziś jest przystankiem kolejowym Société nationale des chemins de fer français (SNCF), obsługiwanym przez pociągi TER Rhône-Alpes.

## Położenie
Znajduje się na wysokości 318 m n.p.m., na km 25,061 Ligne du Haut-Bugey.